# Peters’ Kleiner Epaulettenflughund

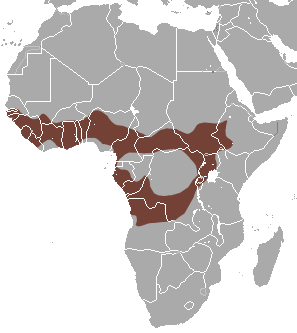
Verbreitungsgebiet von Peters Kleinem Epaulettenflughund

Peters’ Kleiner Epaulettenflughund (Epomophorus pusillus) ist ein im westlichen und zentralen Afrika verbreitetes Fledertier in der Familie der Flughunde. Die Art ist eng mit Haymans Kleinem Epaulettenflughund (Epomophorus intermedius) verwandt und beide zählten zeitweilig zur Gattung Micropteropus. Das Typusexemplar stammt aus Nigeria. Die Art wurde 1867 von dem deutschen Naturforscher Wilhelm Peters wissenschaftlich beschrieben.
Der Artzusatz „pusillus“ im wissenschaftlichen Namen ist das lateinische Wort für winzig.

## Merkmale
Wie der Name andeutet, ist die Art mit einer Körperlänge von 67 bis 103 mm, einer Unterarmlänge von 45 bis 56 mm und einem Gewicht von 20 bis 45 g ein kleines Gattungsmitglied. Bei Männchen kommen die größten Exemplare vor, während ihre durchschnittliche Unterarmlänge kleiner als bei Weibchen ist. Die Hinterfüße werden 14 bis 15 mm lang und die Länge der Ohren beträgt 13 bis 19 mm. Der Schwanz fehlt oft oder er ist mit bis zu 4 mm Länge verkümmert. Kennzeichnend für das Gesicht sind große Augen mit hell- oder kastanienbrauner Iris, große braune und abgerundete Ohren sowie gelbliche Flecken vor und hinter den Ohren. Die für die Männchen der Gattungsgruppe typischen epaulettenähnlichen Haarbüschel an den Schultern sind weiß und Weibchen haben an der gleichen Stelle wenige weiße, gekräuselte Haare. Die Haare des weichen Fells der Oberseite sind an den Wurzeln hell. Je nach Färbung der Haarspitzen ergibt sich eine hell-, mittel-, dunkel-, grau- oder rotbraunes Aussehen. Bei der hellbraunen bis weißlichen Unterseite ist ein deutlicher weißer Fleck auf der Bauchmitte erkennbar. Die Behaarung setzt sich auf den Unterarmen und der Schwanzflughaut fort. Peters Kleiner Epaulettenflughund hat schokoladen- bis hellbraune Flughäute. Am zweiten Finger ist eine Kralle vorhanden. Wie bei anderen Flughunden kommen auf dem Gaumen mehrere dicke Querwülste vor. Bei einem Männchen wurde ein diploider Chromosomensatz mit 35 Chromosomen (2n=35) festgestellt, was aufgrund des ungeraden Wertes ungewöhnlich ist.

## Verbreitung
Dieser Flughund lebt südlich der Sahelzone von Senegal bis zum westlichen Äthiopien und nach Süden über Gabun und Uganda bis in den Norden von Angola. Er fehlt in weiten Teilen des Kongobeckens. Die Tiere halten sich meist im Flach- und Hügelland bis 800 Meter Höhe auf. Selten werden 2000 Meter Höhe erreicht. Das Habitat variiert zwischen Savannen, tropischen Regenwäldern, Galeriewäldern, Buschländern und Anbauflächen.

## Lebensweise
Peters’ Kleiner Epaulettenflughund ruht am Tage an Ästen von Bäumen und Büschen recht nah am Boden oder über Wasserflächen. Der Schlafplatz kann direkt in der Sonne liegen. Am Ruheplatz halten sich einzelne Exemplare, Paare oder Gruppen mit bis zu 12 Mitgliedern auf. Sie lassen sich durch Besucher nicht stören. Neugeborene leben einige Wochen mit ihrer Mutter. Geschlechtsreife Männchen stoßen öfter schrille Schreie aus. Die Art frisst hauptsächlich große Früchte mit einem Durchmesser von meist 20 mm oder mehr. Pro Nacht werden bis zu drei dieser Früchte verspeist. Dazu trägt der Flughund die Frucht zu einem 10 bis 50 Meter entfernten geschütztem Platz und hält sie beim Fressen zwischen Füßen, Daumen und Zeigefinger. Bis 2019 wurden 16 verschiedene Fruchtarten registriert. Zeitweise wird die Nahrung mit Blüten vom Leberwurstbaum, von Affenbrotbäumen, von der Gattung Ceiba, den Gattungen Maranthes und Parinari (Goldpflaumengewächse) sowie der Gattung Parkia (Hülsenfrüchtler) komplettiert.
In Westafrika gibt es zwei Paarungszeiten, mit einer im März zur langen Regenzeit und einer weiteren etwa sechs Monate danach. Weibchen gebären ein Jungtier nach ungefähr sechs Monaten Trächtigkeit. Das Junge wird im Frühjahr 6 bis 7 Wochen und im Herbst 11 Wochen gesäugt. Junge Weibchen sind nach etwa 6 Monaten geschlechtsreif und paaren sich nach einem Jahr erstmals erfolgreich. Männchen zeigen erste sexuelle Handlungen nach 7 Monaten und sind nach 9 Monaten voll entwickelt.

## Gefährdung
In Äquatorialguinea wird dieser Flughund als Bushmeat gejagt. Kleine Populationen können durch Landschaftsveränderungen beeinflusst werden. Die IUCN listet Peters’ Kleinen Epaulettenflughund als nicht gefährdet (least concern) aufgrund einer stabilen Gesamtpopulation.